# Доходный дом Греческого Екатерининского монастыря
Доходный дом Греческого Екатерининского монастыря — бывший доходный дом, который вместе с колокольней церкви Святой Екатерины составлял комплекс греческого Екатерининского монастыря на Контрактовой площади, 2-Б в Киеве.
По определению исследователей, здание — одно из лучших киевских сооружений рубежа XIX—XX веков.
В 1999 году за реставрацию комплекса главных архитекторов и инженеров-строителей отметили Государственной премией в области архитектуры.

## История

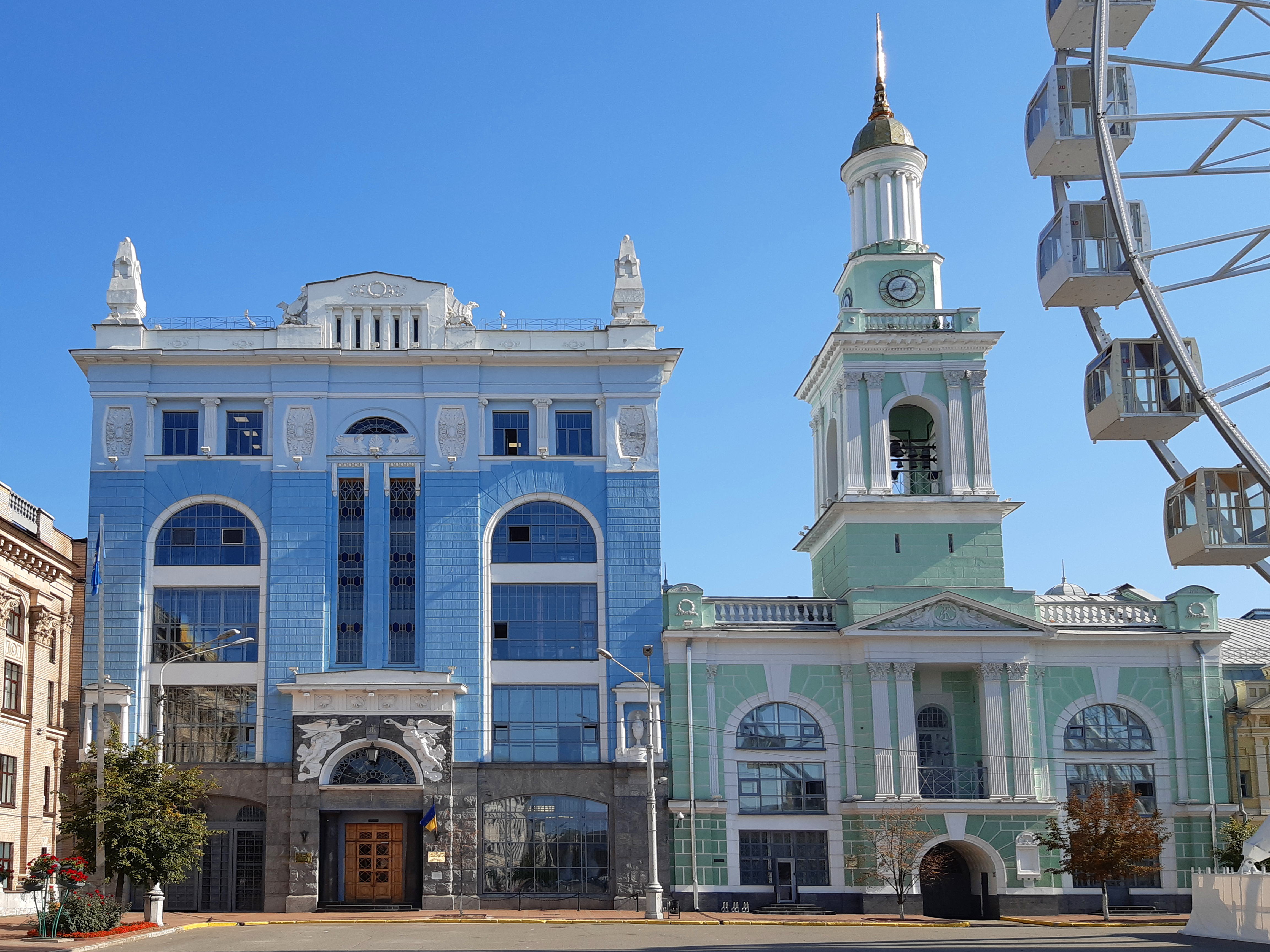
Колокольня Екатерининской церкви (справа) и доходный дом

Здание построено в 1912—1913 годах по заказу Греко-Синайского монастыря по проекту Владимира Эйснера для сдачи в аренду под конторы, банки, промышленные выставки и склады.
В 1926 году в доме разместили музей промышленной продукции. В 1929 году помещение передали Государственному научно-исследовательскому институту экономики, техники и рационализации торговли.
Впоследствии дом арендовали Киевский экспериментальный завод пищевых машин и другие учреждения.
Некоторое время помещение занимали Театр эстрады и литературно-музыкальный театр «Диалоги».

## Реставрация 1994—1995

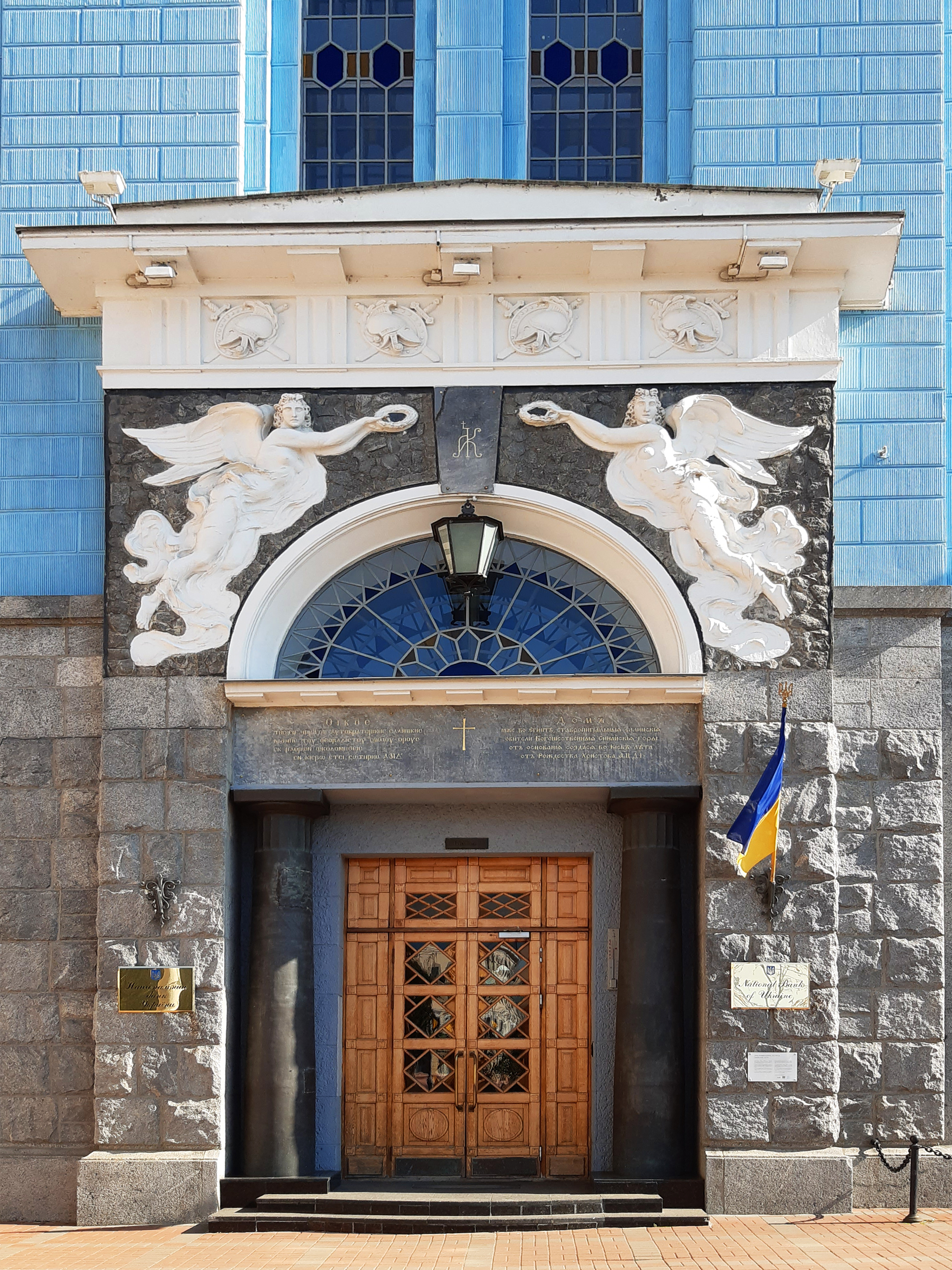
Восстановленный портал

В 1994—1995 годах по проектам архитекторов Юрия Дмитревича и Николая Стеценко провели реставрацию комплекса бывшего Екатерининского монастыря по заказу управления Национального банка Украины. В ходе реконструкции заменили межэтажные перекрытия, крышу, окна, двери, инженерные коммуникации. Восстановили декор здания. В то же время реставраторы решили отказаться от оригинального серого тона фасадов. Бывший доходный дом покрасили в ярко голубой цвет, а колокольню — в зелёный.
Постановлением Кабинета министров Украины от 5 июля 1995 года здания передали коммунальному хозяйству Киева для нужд управления Национального банка Украины по Киеву и Киевской области.
Проведенные реставрационные работы признали удачными. В 1999 году за реставрацию и перепрофилирование комплекса бывшего монастыря под нужды банковского учреждения архитекторов Юрия Дмитревича, Николая Стеценко и инженеров-строителей Анатолия Антонюка и Владимира Марюхина наградили Государственной премией в области архитектуры.

## Архитектура
Дом — кирпичный, пятиэтажный, с подвалом и боковым проездом во двор. Сооружение, близкое к Т-образной форме, зажато участком застройки и соседней Екатерининской церковью.
Владимир Эйснер удачно совместил реализацию возможностей новых строительных материалов таких, как большие прогоны бетонных перекрытий, широкое ленточное вертикальное остекление, со стилем модерна и стилизованных форм ампирной архитектуры.
Главный фасад и интерьер вестибюля оформлены дорическим ордером с «трофеями» в метопах. Портал украшен симметричными фигурами Славы. Штукатуренный фасад на уровне второго этажа украшен декоративными портиками с вазами, аттик — грифонами и обелисками. Цоколь облицевали тесаным гранитом.
В доме было центральное отопление, электрическое освещение, грузовые и пассажирские лифты.
Точно найденная масштабность, выразительность композиции фасада, проработанность архитектурных деталей, скульптурное и декоративное убранство выделяет памятник в застройке просторной площади.

## Галерея

Детали украшения
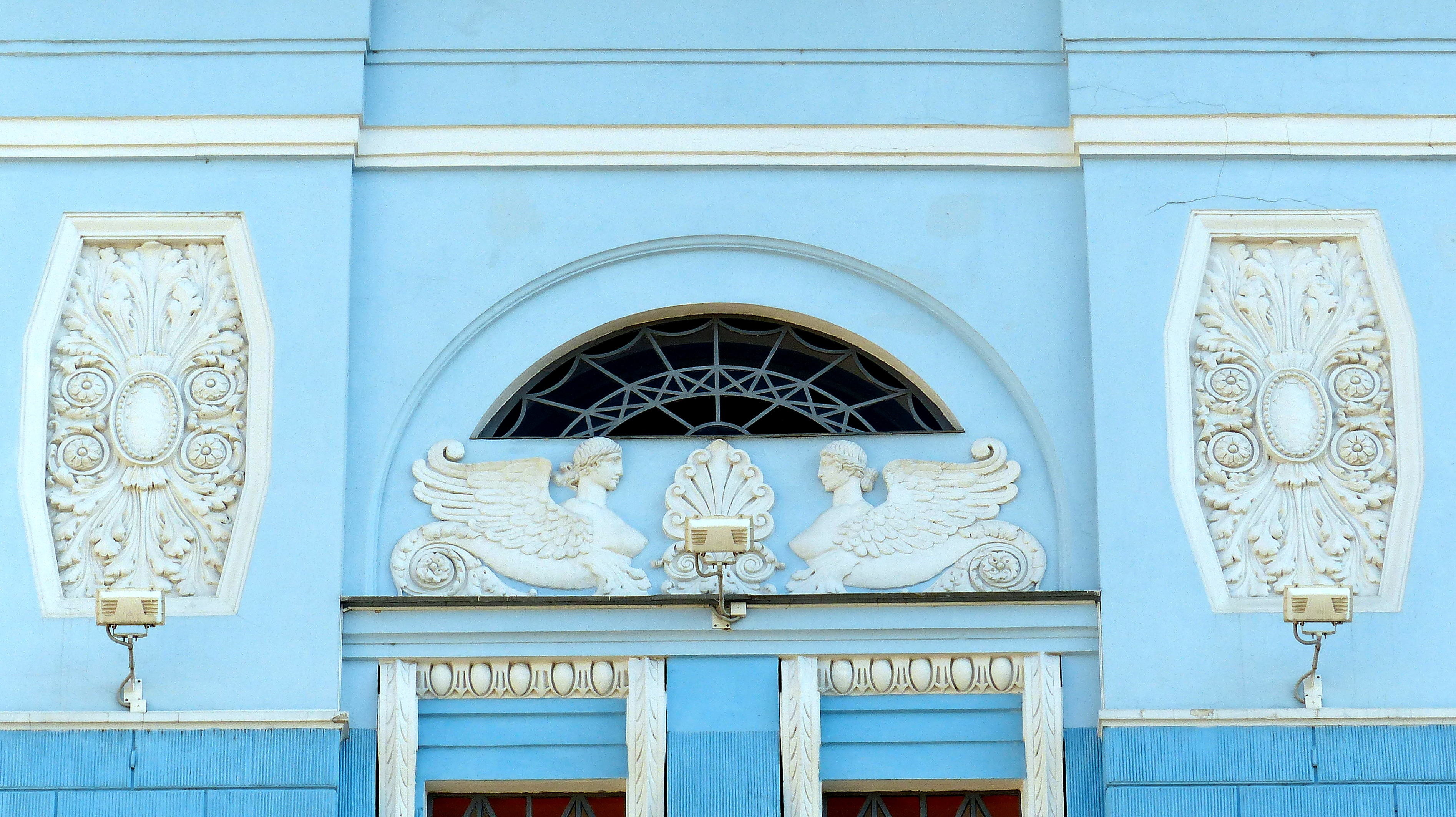
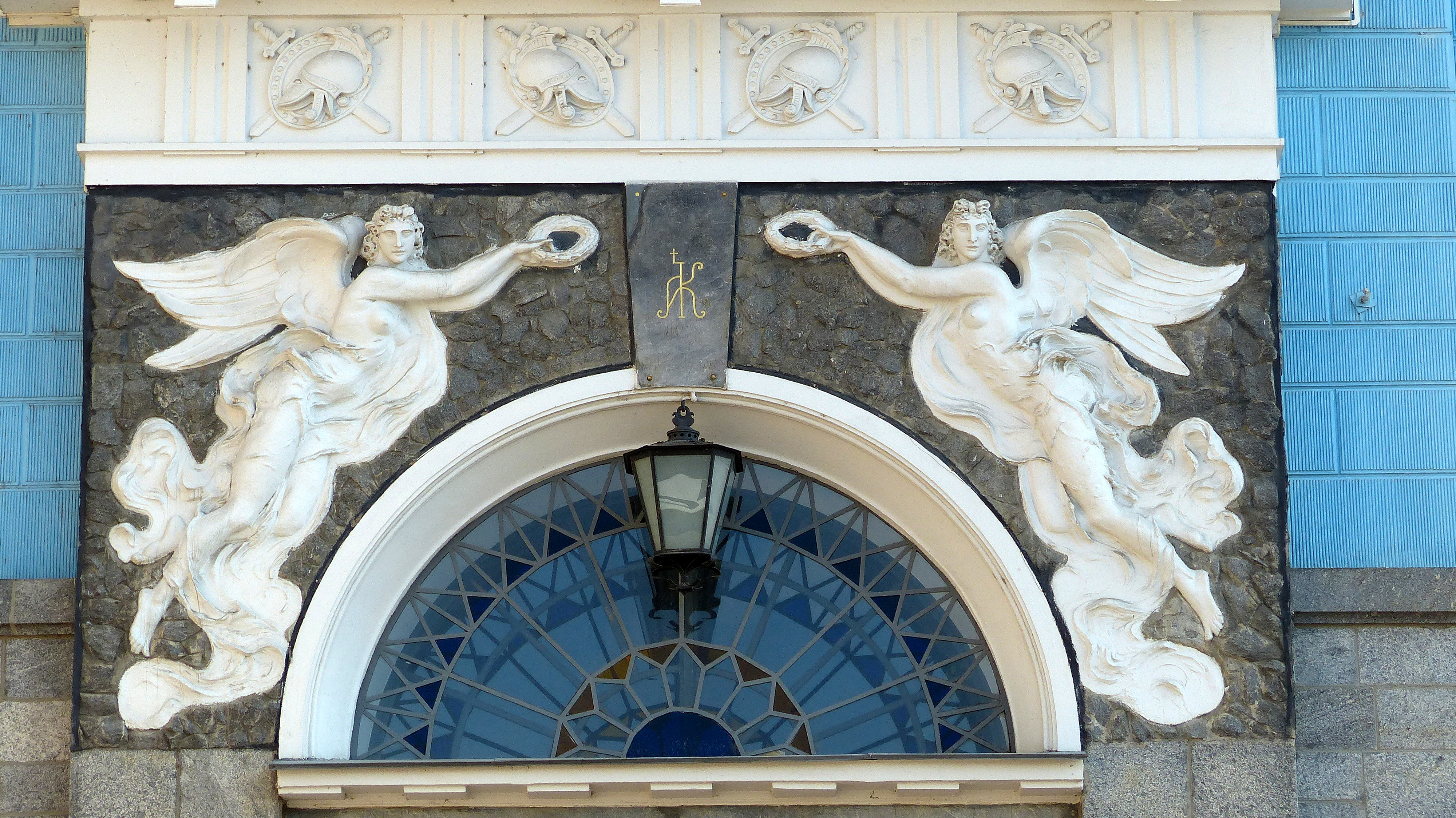